# 羅伯特·勞森·泰特
羅伯特．勞森．泰特（英語：Robert Lawson Tait，1845年5月1日—1899年6月13日），出生於蘇格蘭的愛丁堡，是腹腔和骨盆手術的先驅者，為這些手術發展了很多新的技術和制定了新的程序。他特別強調和注重於消毒處理以及致力減低手術中的死亡率。他最為著名的是在1883年發表了一項在往後的日子拯救了無數生命、有關治療異位妊娠的技術 --- 輸卵管切除術。他和馬里安．施姆士都被稱為婦科學之父。泰特在1899年逝世。

## 減低手術的死亡率
泰特的第一次成功是他論證了卵巢切除術是能安全地完成的。在艾夫拉姆．麥當威爾於1809年在肯塔基所成功完成的第一次卵巢切除術的那個時代，這個手術的死亡率是超過90%的。而泰特在1872年所發表的第一份論文中，他記述了在他的九個病例中只有一個人死亡，這是一個重大的突破。他應用於輸卵管的內腹部綑扎術更有利於腹部手術中為腹腔內的傷口閉合及保持手術的潔淨。泰特亦為他一生中服務了二十年的伯明罕女性醫院的建立作出了重大的貢獻。

## 手術的里程碑
在這段時間中，他的工作包括有:
1. 第一次移除了病患疼痛的卵巢
2. 觀察研究卵巢囊腫和月經出血過量的病因
3. 發表了因移除卵巢而引起的手術性絕經期的學說
4. 移除了受感染的管道
5. 骨盆濃瘡的排膿
6. 1880年進行第一次的闌尾（盲腸）切除手術
7. 第一次進行了膽囊切除術
8. 避免使用碳酸消毒以減低感染
9. 在手術後填充腹膜上的空洞

## 異位妊娠
在1881年，有人提議他去進行移除因異位妊娠而破裂的輸卵管。他本身並不願意接手這個手術，但經過他本人幾番自我爭扎並從過去的研究經驗明白到自己能夠做到之後，在兩年後，泰特在另一個病人身上以綑扎闊韌帶和輸卵管而令該病人成功存活。在1888年，泰特經手的42宗病例中只有2人死亡，這是對一個在從前幾乎每次都失敗的手術的重大改善。

## 反活體解剖者
泰特是一個強烈反對以動物為實驗對象的人。他認為在動物身上所進行的實驗結果，有可能和在人類身上得到完全不同的效果。
泰特死於腎衰竭。